# Brug 924
Brug 924 is een bouwkundig kunstwerk in Amsterdam-Noord.
In het kader van het doortrekken van de IJdoornlaan vanaf het Noordhollandsch Kanaal was een aantal bruggen nodig ten einde de gescheiden verkeersstromen gescheiden te houden. Al bij de daadwerkelijke verlenging werd daarom bij de aansluiting IJdoornlaan en Westerlengte de verkeersbrug Westerlengtebrug gebouwd  Deze werd in 1976 in het zand gebouwd, de onderliggende afwateringstocht werd later uitgegraven.
Een aantal jaren later (1979) na het opleveren van de wijk Banne Noord (Banne-Noordwest met straat Voorsteven) werd brug 924 opgeleverd. Het is een voet- en fietsbrug die het verkeer recht tussen deze wijk en Banne-Zuidwest (Banne Buikslootlaan) moet regelen. Zoals voor het gehele traject van de doortrekking van die IJdoornlaan tot de sportparkterreinen werd architect Dirk Sterenberg en de Dienst er Publieke Werken om een brug gevraagd. Sterenberg kwam daarbij met een variant op de brug 975 en brug 973. Opnieuw werd het een brug op betonnen brugpijlers en jukken, waarop houten balken, houten rijdek en dito balustrades en leuningen. In tegenstelling tot die bruggen heeft brug 924 geen balustrade in het midden om het voet- en fietspad te scheiden; er ligt alleen een richel.
<<< · 900 · 901 · 904 · 905 · 906 · 907 · 908 · 909 · 912 · 913 · 914 · 915 · 916 · 917 · 918 · 919 · 920 · 923 · 924 · 930 · 932 · 933 · 934 · 935 · 936 · 937 · 939 · 943 · 944 · 945 · 946 · 947 · 948 · 949 · 950 · 951 · 952 · 953 · 954 · 956 · 957 · 958 · 959 · 960 · 961 · 962 · 963 · 964 · 965 · 966 · 967 · 968 · 970 · 971 · 972 · 973 · 974 · 975 · 978 · 979 ·  980 · 981 · 984 · 985 · 986 · 987 · 988 · 989 · 990 · 991 · 992 · 993 · 994 · 995 · 996 · 997 · 998 · 999 · >>>
Brugnummers  902, 903, 910, 911, 920, 921, 922, 925, 926, 927, 928, 929, 931, 937, 938, 940, 941, 942, 955, 969, 976, 977, 982, 983 zijn niet (meer) vergeven.